# Rubus eifeliensis
Rubus eifeliensis är en rosväxtart som beskrevs av Philipp Wilhelm Wirtgen. Rubus eifeliensis ingår i släktet rubusar, och familjen rosväxter. Inga underarter finns listade i Catalogue of Life.